# Espinosa de los Caballeros
Espinosa de los Caballeros es un municipio y localidad española de la provincia de Ávila, en la comunidad autónoma de Castilla y León. El término municipal tiene una población de 97 habitantes (INE 2024).

## Geografía
Tiene una superficie de 19,4 km², con una población de 110 habitantes y una densidad de 5,67 hab./km². Su economía se basa principalmente en la agricultura, cuyo mayor exponente es el cereal, y la ganadería, mayoritariamente la ovina y porcina. Situado al nordeste de la provincia de Ávila, se encuentra en un paraje agrario, limitado al norte por Arévalo, y cercano a Adanero, municipios también de la provincia de Ávila.

## Historia

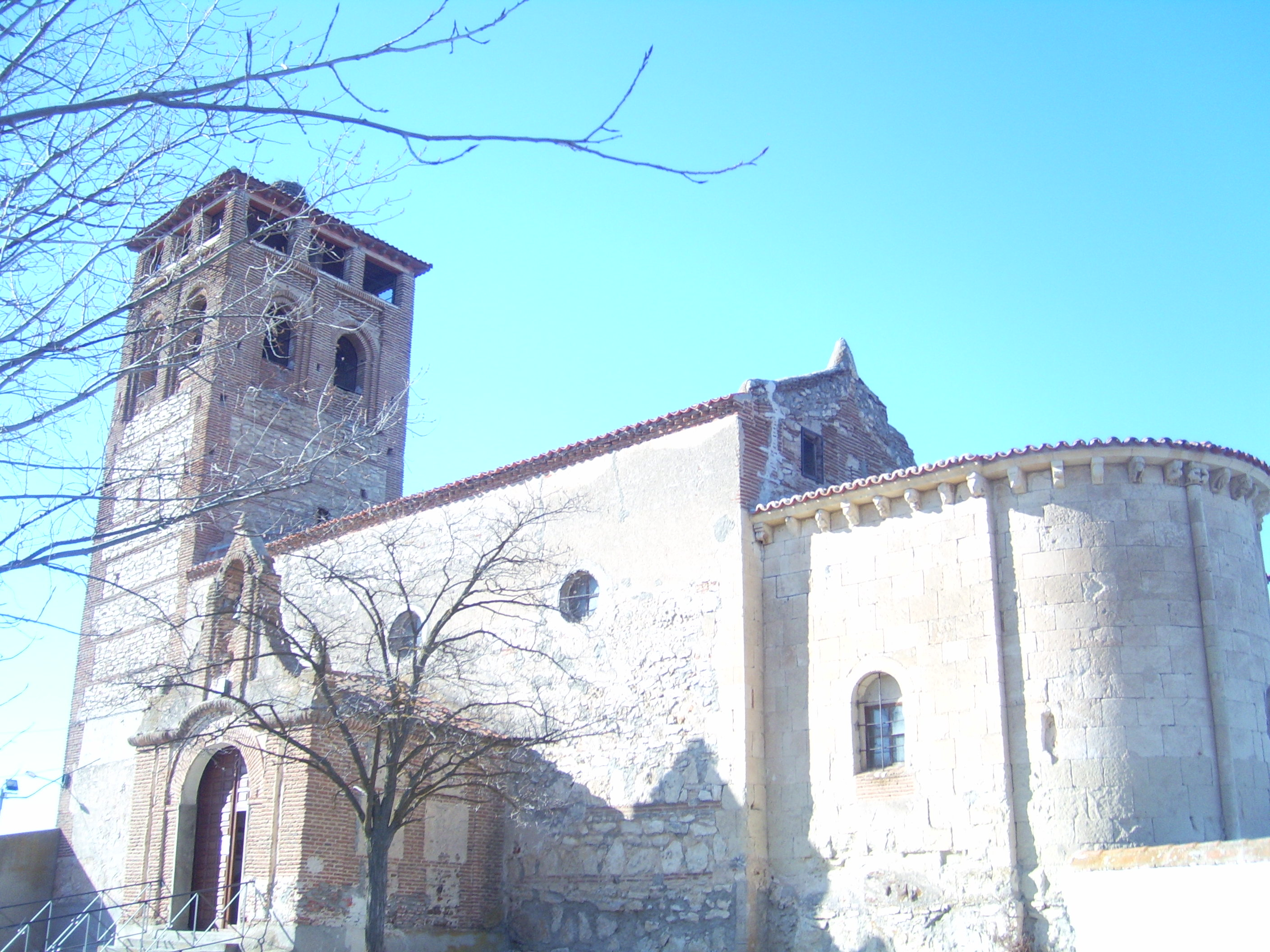
Iglesia de Espinosa de los Caballeros

Este pequeño municipio de la comarca de La Moraña, es conocido por la importancia que tuvo el lugar en época de los templarios, siendo también uno de los lugares más importantes, para los llamados comuneros.[cita requerida]

## Demografía
Espinosa de los Caballeros cuenta con una población de 97 habitantes (INE 2024).
| Gráfica de evolución demográfica de Espinosa de los Caballeros entre 1842 y 2021                                                                                          |
| |
| Población de derecho según los censos de población del INE. Población de hecho según los censos de población del INE.En estos censos se denominaba Espinosa: 1842 y 1857. |